# Euploea eunus
Euploea eunus är en fjärilsart som beskrevs av De Nicéville 1895. Euploea eunus ingår i släktet Euploea och familjen praktfjärilar. Inga underarter finns listade i Catalogue of Life.